# Palazzo della Regione Autonoma Trentino-Alto Adige
Il Palazzo della Regione Autonoma Trentino-Alto Adige a Trento è la sede della Giunta e del Consiglio regionale del Trentino-Alto Adige. Opera dell'architetto Adalberto Libera e dell'ingegnere Sergio Musmeci, la sala del consiglio regionale viene utilizzata anche per le sedute del Consiglio della provincia autonoma di Trento.

## Storia
Nel 1953 la Regione, istituita nel 1948, bandì un concorso per la progettazione di una sede. Come spazio venne scelto quello in precedenza occupato dalla tesoreria della Banca d'Italia (ex casa Caneppele, in Piazza Dante), ridotta in macerie dai bombardamenti durante la seconda guerra mondiale (viene ricordata in particolare la strage della Portela che fece circa 200 vittime).
Vinsero il concorso l'architetto Adalberto Libera e l'ingegnere Sergio Musmeci. I lavori vennero affidati alla Garboli di Roma e furono diretti da Ezio Miorelli, dell'Ufficio Tecnico della Regione. Iniziarono nel 1959 e terminarono fra 1965 e 1966.

## Descrizione

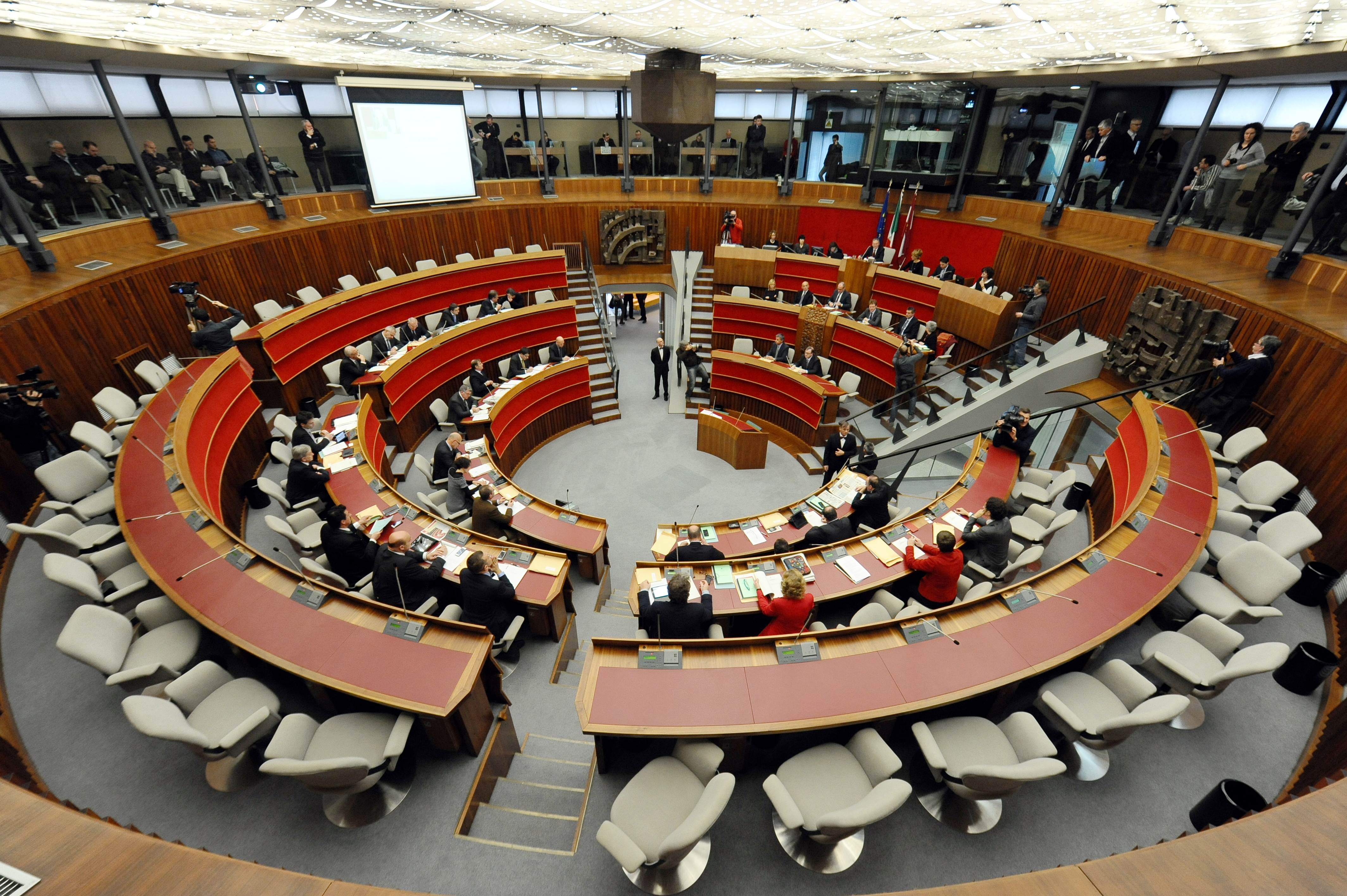
La Sala del Consiglio. Viene utilizzata sia dal consiglio regionale (70 membri) che dal consiglio provinciale (35 membri). Durante le sedute del secondo metà dei posti rimangono vuoti.

Il complesso è composto da tre volumi: 
- il corpo Giunta, su Piazza Dante;
- il corpo Assessorati, su via Gazzoletti;
- il Parlamentino, nello spazio interno creato dai due corpi: oltre alla sala del consiglio include, a piano terra, una sala di rappresentanza.